# Matthieu Ricard

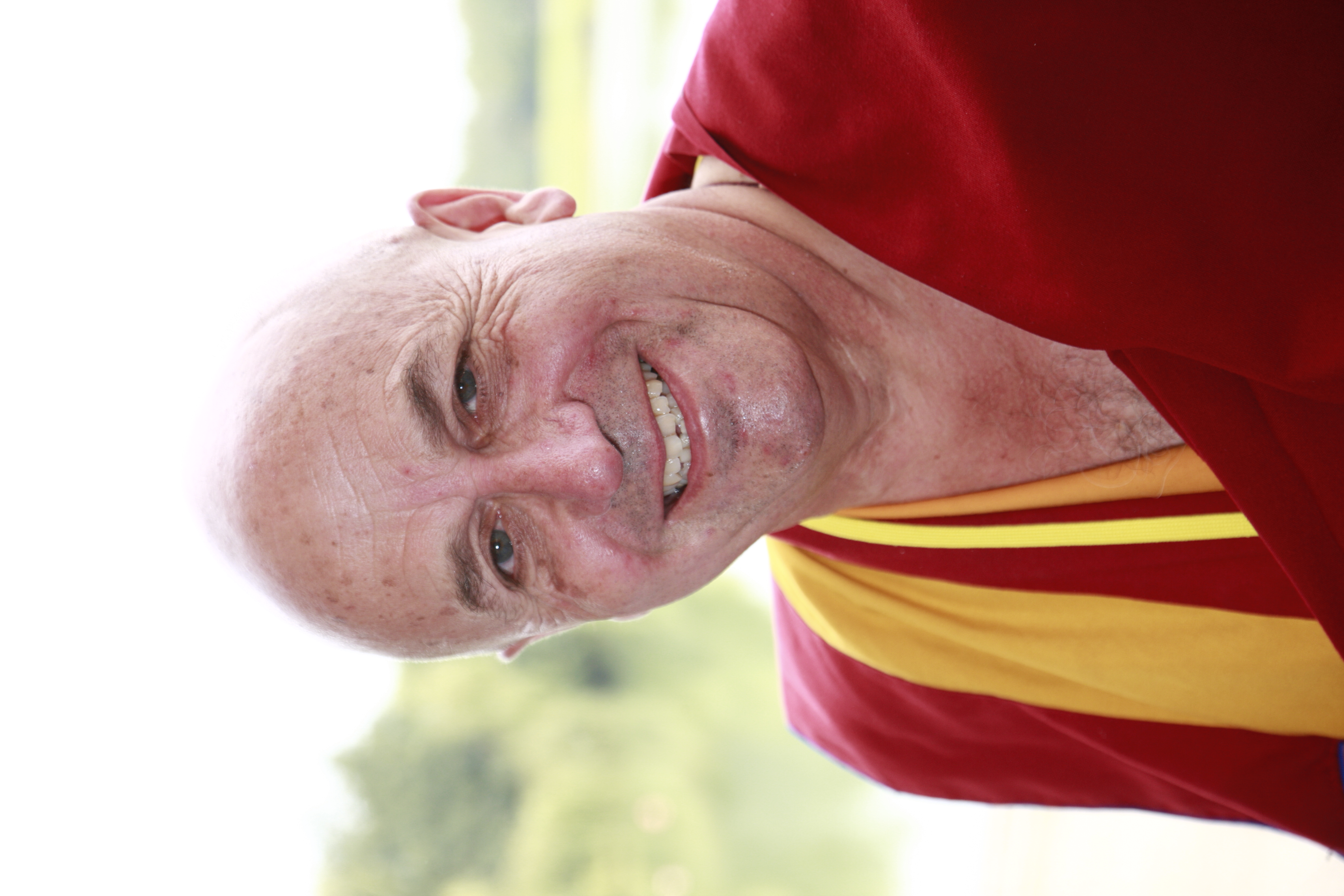
Matthieu Ricard (2008)

Matthieu Ricard (* 15. Februar 1946 in Aix-les-Bains) ist ein buddhistischer Mönch und studierter Molekularbiologe mit Abschluss in Zellulargenetik und Promotion bei dem Nobelpreisträger Francois Jacob am Institut Pasteur.

## Leben
Matthieu Ricard wuchs im Umfeld von Frankreichs Intellektuellen auf. Seine Mutter, die Künstlerin Yahne Le Toumelin, und sein Vater Jean-François Ricard, der unter dem Pseudonym Jean-François Revel einer der einflussreichsten Philosophen und politischen Theoretiker Frankreichs war, ermöglichten ihm den Umgang mit großen Denkern und Schöpfern dieser Zeit.
Nach eigener Darstellung begann sein „eigentliches“ Leben am 2. Juni 1967, als er Kangyur Rinpoche begegnete. Als Kangyur starb, wurde Matthieu Mönch und persönlicher Assistent von Dilgo Khyentse Rinpoche, mit dem er zwölf Jahre lang Tag und Nacht verbrachte. Nach dem Tod seines Lehrers schrieb er das Buch Journey to Enlightenment: The Life and World of Khyentse Rinpoche, Spiritual Teacher from Tibet über dessen Leben und Wirken.
Seit 1989 ist er offizieller Französisch-Übersetzer für den Dalai Lama. Zusammen mit seinem Vater veröffentlichte er das international erfolgreiche Buch Der Mönch und der Philosoph. Darin werden – zu Themen von allgemeinem philosophischem, spirituellem und gesellschaftlichem Interesse – die Perspektiven der westlichen Welt und des Buddhismus gegenübergestellt, Unterschiede aufgezeigt und Gemeinsamkeiten hervorgehoben.
Er ist Board Member des Mind and Life Institute, das die Kommunikation zwischen westlicher Wissenschaft und Buddhismus und ihre Zusammenarbeit fördert. Er arbeitet gemeinsam mit Hirnforschern über die Wirkung von Meditation und Geistestraining auf das Gehirn (Madison-Wisconsin, Princeton und Berkeley).
Ricard lebt im Kloster Shechen in Nepal.

## Veröffentlichungen
Wissenschaftliche Schriften
- mit Antoine Lutz, Lawrence L. Greischar, Nancy B. Rawlings und Richard J. Davidson: Long-term meditators self-induce high-amplitude gamma synchrony during mental practice. PNAS 2004: 101, no. 46. doi:10.1073/pnas.0407401101.
- mit Paul Ekman, Richard J. Davidson und B. A. Wallace: Buddhist and psychological perspectives on emotions and well-Being. Current Directions in Psychological Science 2005: 14, 59–63.

Weitere Werke (Auswahl)
- Mystery of Animal Migration. Constable, 1969, ISBN 978-0-09-456660-6
- Glück. Nymphenburger, München 2007, ISBN 3-485-01116-9
- Meditation. Nymphenburger, München 2009, ISBN 3-485-01167-3
- Tibet. Mit den Augen der Liebe. Frederking und Thaler, München 2006, ISBN 3-89405-678-9 (Bildband)
- Das Licht Tibets. Leben und Welt des spirituellen Meisters Khyentse Rimpoche. Zweitausendeins, Frankfurt 1998, ISBN 3-86150-254-2
- Plädoyer für die Tiere. Nymphenburger, München 2015, ISBN 3-485-02828-2
- mit Jean-François Revel: Der Mönch und der Philosoph. Kiepenheuer & Witsch, Köln 1999, ISBN 3-462-02783-2
- mit Trịnh Xuân Thuận: Quantum und Lotus. Goldmann, München 2001, ISBN 3-442-33639-2
- mit Wolf Singer: Hirnforschung und Meditation. Ein Dialog. Suhrkamp, Frankfurt am Main 2008, ISBN 3-518-26004-9; 6. Auflage 2010.
- mit Tania Singer: Mitgefühl in der Wirtschaft: Ein bahnbrechender Forschungsbericht. Albrecht Knaus Verlag, München 2015. ISBN 978-3-8135-0657-0.
- mit Wolf Singer: Jenseits des Selbst: Dialoge zwischen einem Hirnforscher und einem buddhistischen Mönch, Suhrkamp Verlag, Berlin 2017, ISBN 978-3-51842571-8.
- Carnets d'un moine errant, Allary Éditions, 2021.

Fotobände
- The Spirit of Tibet. Aperture 2000, ISBN 978-0-893-81903-3.
- mit Olivier und Danielle Föllmi: Buddhismus im Himalaya. Knesebeck, München 2002, ISBN 3-896-60131-8.